# Дери (Ню Хампшър)
Вижте пояснителната страница за други значения на Дери.
Дери (на английски: Derry) е град в окръг Рокингам, Ню Хампшър, Съединени американски щати. Основан е през 1719 от шотландски и ирландски заселници и е наречен на северноирландския град Дери. Населението му е 33 440 души (по приблизителна оценка от 2017 г.).
В Дери е роден космонавтът Алън Шепърд (1923 – 1998).